# 우산파래목
우산파래목 또는 바다삿갓말목(Dasycladales)은 갈파래강에 속하는 녹조식물 목의 하나이다. 2개의 과, 우산파래과와 폴리피사과로 이루어져 있다.

## 하위 분류
- 우산파래과 (Dasycladaceae)
- 폴리피사과 (Polyphysaceae)